# Kinect Adventures!
Kinect Adventures! é um jogo eletrônico do gênero esporte e aventura, lançado exclusivamente para Xbox 360, em 2010, que utiliza o sistema de captura de movimentos do Kinect que inclui um pacote com o dispositivo. Foi apresentado oficialmente na Expo Eletronic Entertainment, em Los Angeles, EUA. O jogo faz parte de uma coleção de 5 mini-games de aventura e esportes e foi desenvolvido pela Good Science Studio, subsidiária da Microsoft Game Studios.